# Boxberg/O.L.
Boxberg/O.L., Boxberg/Oberlausitz (górnołuż. Hamorⓘ) – miejscowość i gmina we wschodnich Niemczech, w kraju związkowym Saksonia, w okręgu administracyjnym Drezno, w powiecie Görlitz.
W pobliżu znajduje się duża elektrownia opalana węglem brunatnym o tej samej nazwie.

## Dzielnice gminy
| niem.         | górnołuż.    | mieszkańców (31 grudnia 2008) |
| ------------- | ------------ | ----------------------------- |
| Bärwalde      | Bjerwałd     | 165                           |
| Boxberg       | Hamor        | 1333                          |
| Drehna        | Tranje       | 98                            |
| Dürrbach      | Dyrbach      | 93                            |
| Jahmen        | Jamno        | 259                           |
| Kaschel       | Košla        | 132                           |
| Klein-Oelsa   | Wolešnica    | 148                           |
| Klein-Radisch | Radšowk      | 39                            |
| Klitten       | Klětno       | 526                           |
| Kringelsdorf  | Krynhelecy   | 389                           |
| Mönau         | Manjow       | 105                           |
| Nochten       | Wochozy      | 265                           |
| Rauden        | Rudej        | 86                            |
| Reichwalde    | Rychwałd     | 558                           |
| Sprey         | Sprjowje     | 65                            |
| Tauer         | Turjo        | 83                            |
| Uhyst         | Delni Wujězd | 789                           |
| Zimpel        | Cympl        | 91                            |

## Współpraca

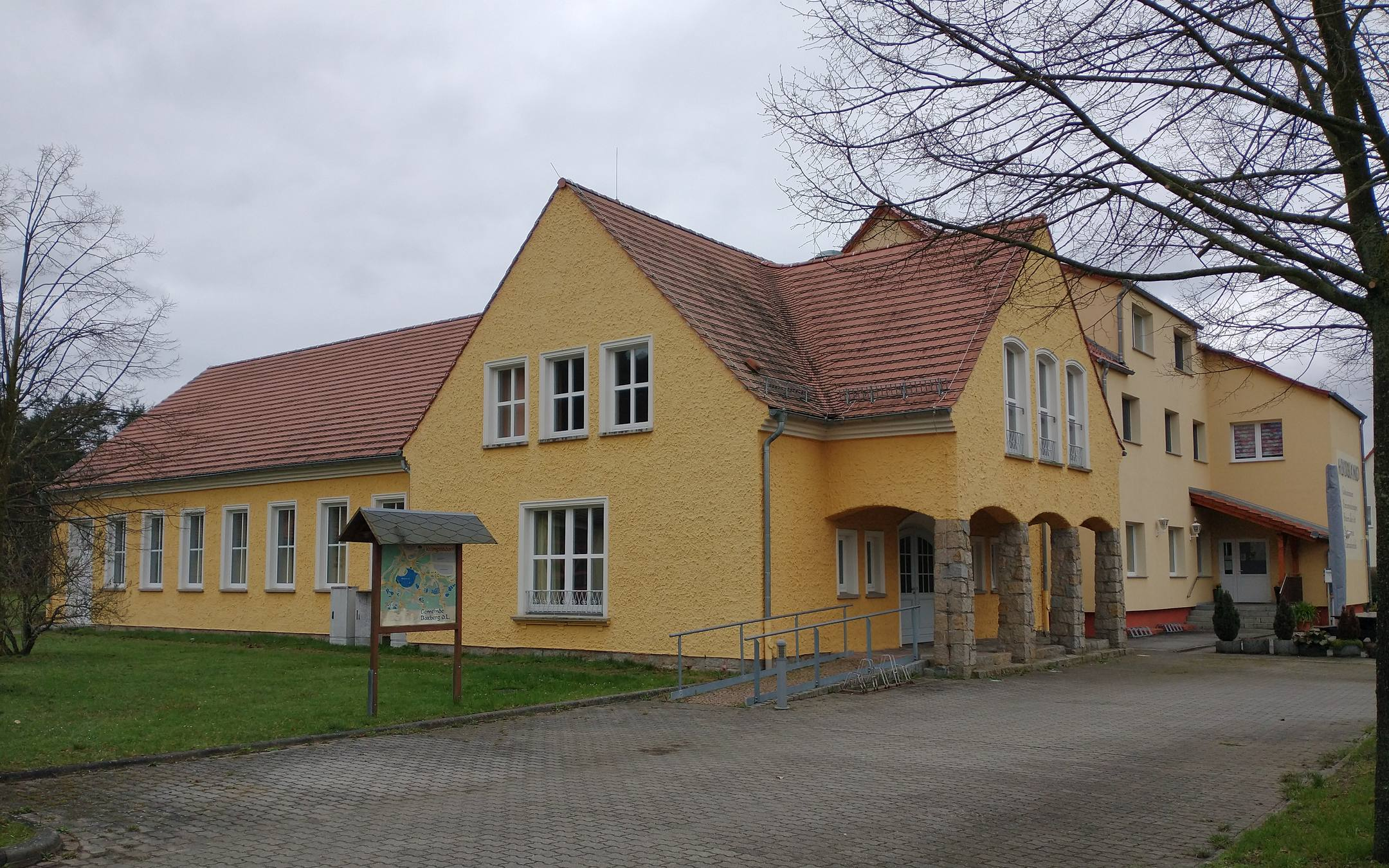
Dom podcieniowy w Kringelsdorf

- Mysłakowice, Polska
- Jelenia Góra, Polska
- Bałczik, Bułgaria